# Little Yeldham
Little Yeldham är en by och en civil parish i Braintree i Essex i England. Orten har 326 invånare (2001). Den har en kyrka.